# Dili Institute of Technology Football Club
O Dili Institute of Technology Football Club, mais conhecido pela sigla DIT FC, é uma agremiação timorense sediada Díli, capital do Timor-Leste. É a equipe do Instituto de Tecnologia de Díli, importante universidade privada do país.
Disputa atualmente a divisão principal da Liga Futebol Timor-Leste, o campeonato nacional.

## História
Em 2015, com a criação da nova Liga Futebol, a equipe passou a fazer parte da primeira divisão timorense. No entanto, foi rebaixada nesta primeira temporada, tendo oscilado entre a segunda e primeira divisões ao longo dos anos.
Sua maior conquista foi o título do Campeonato Timorense de Futebol - Segunda Divisão de 2019. Foi também vice-campeão da Copa 12 de Novembro, a taça nacional, em 2015, e semifinalista em outras três edições, posteriormente.
Seu maior adversário é o FC Aitana, com quem disputou as suas duas finais.